# Вірші чотирьох
Янез Менарт, Ціріл Злобець, Каєтан Ковіч, Тоне Павчек. "Вірші чотирьох" = "Pesmi štirih". — 1953. — 133 с.

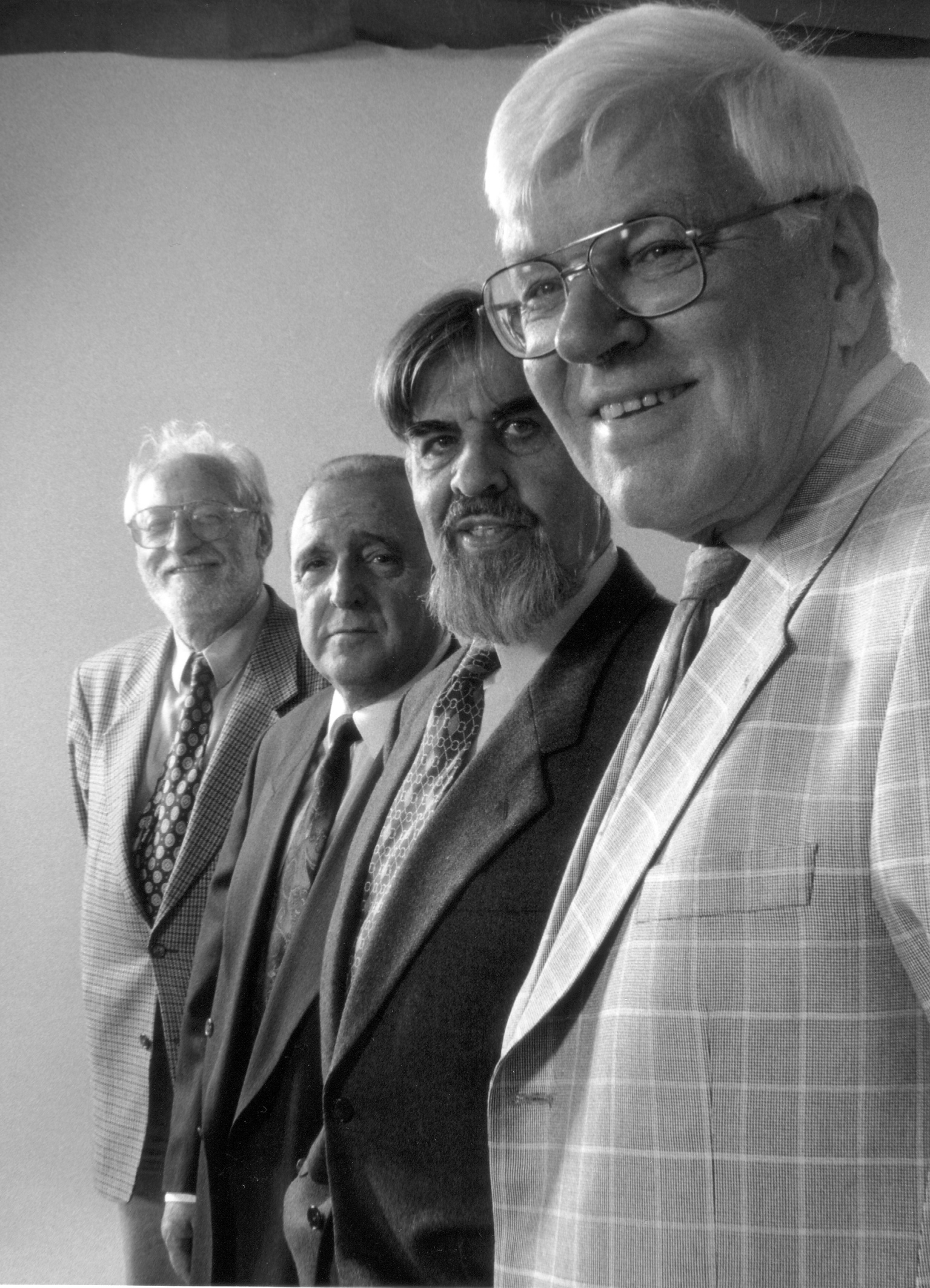
Автори збірки «Вірші чотирьох» 1998 р.

«Вірші чотирьох» (слов. «Pesmi štirih»)— словенська поетична збірка, видана в 1953 році. Вірші для неї написали молоді поети- початківці, зібрані навколо журналу «Beseda»: Янез Менарт, Ціріл Злобець, Каєтан Ковіч і Тоне Павчек.
Збірка важлива тим, що в ній стався відхід від соцреалістичної пропагандистської поезії. Замість соціальної тематики, тематика збірки надзвичайно інтимна, сповнена внутрішніх переживань і настроїв особистості. Людина як особистість стає центром інтересів і розглядається як носій унікальної долі.
«Pesmi štirih» вважається першою сучасною словенською поетичною збіркою та проголошує початок сучасної словенської літератури.
Незважаючи на різні характери й поетику, поети дружили до самої смерті. Усі поети були ще й перекладачами. Ціріл Злобець перекладав з італійської, Тоне Павчек — з російської, Янез Менарт — з англійської, Каєтан Ковіч — з німецької. Збірка, яка вважається однією з найуспішніших словенських поетичних книг, на сьогоднішній день витримала сім видань, у тому числі кілька перевидань. Менш ніж за 20 років було надруковано близько 13 000 примірників.
Ця збірка — груповий маніфест молодого покоління, кожен з поетів додав до збірки близько 20 віршів, доповнених роздумами про сутність поезії.
Основною темою збірки була яскраво виражена особиста тематика, яка означала відхід від політично обумовленої, ідеологічно нав'язаної повоєнної поезії. Вона стала кроком до інтимізму — до суб'єктивного, глибшого вираження особистого ставлення до світу. Для інтимізму характерна особиста сповідальність, на відміну від раніше акцентованої соціальної тематики. Війна відходить на другий план, а інтимність займає центральне місце. Видатний дослідник словенської літератури доктор Франтішек Бенгарт навіть писав, що саме публікація «Pesmi štirih» є єдиним «незмінним пунктом» у розвитку словенської повоєнної літератури. Збірка відрізняється від попередніх поетичних творів тим, що зосереджується на переживаннях молоді в новітній час. Основні переживання — кохання, розчарування через нездійснені надії та ідеали, скептицизм, відчай. За формою ці поети походять від традиції, деякі залишаються суворо традиційними у віршах і стилях, а інші з часом звернулися до більш сучасних форм, у тому числі до вільного вірша.
Процес відходу від так званої «крампарської поезії»(поезії, підпорядкованої офіційній соціалістичній ідеології) вже тривав на той час серед поетів різних поколінь, таких як Ада Шкерл, Йоже Шміт, Петер Левец та Іван Мінатті. Проте він набув особливого інтенсивного розвитку після політичного розриву між Югославією та Радянським Союзом у 1948 році й після впровадження самоврядування в 1950 році.
«Pesmi štirih» стали першою поетичною збіркою для кожного з чотирьох авторів. Для формування своєї творчості автори звернулись до спадщини словенських неоромантиків, таких як Йосип Мурн, Драготін Кетте та Сречко Косовел.
У збірці часто звучить мотив замовклої або фальшивої музики — метафори, що різко контрастує з нав'язаною офіційною естетикою. У віршах розглядаються теми смерті, плинності часу та ностальгії за минулим. Ці мотиви відображають ідею, що колективізм і втрата індивідуальності можуть призвести до втрати ідентичності.

## Перевидання збірки
У видавництві «Cankarjeva založba», яке є наступником колишнього Словенського книжкового інституту, через тридцять п'ять років вийшло перевидання книги «Pesmi štirih», цього разу у вигляді репринту, що само по собі свідчить про важливість цієї книги.
Як спеціальний додаток, обсягом двох друкарських аркушів, видавництво передрукувало чотири короткі есе про чотирьох поетів Мітьї Меяка (Marginalije ob liričnem jubileju), які вперше вийшли до 20-річчя «Pesmi štirih» у 1973 році як супровідний текст до чотирьох репрезентативних добірок, виданих «Partizanska knjiga».
За 35 років кожен із чотирьох авторів (Каетан Ковіч,  Янез Менарт, Тоне Павчек, Циріл Злобец) значно розвинув свою поетичну творчість, віддалившись від своїх початкових підходів, іноді навіть переосмислюючи власні погляди.
Ця книга залишається не лише літературно-історичним явищем, але й свідченням спільної та індивідуальної творчості чотирьох поетів, кожен із яких має свою унікальну поетичну ідентичність і своє міцне місце у словенській літературі — як минулій, так і сучасній.
Одночасно з перевиданням «Pesmi štirih» мариборський журнал «Dialogi» у своєму 3-4 випуску розіслав передплатникам чотири касети, створені за антологічним принципом, із віршами Каетана Ковіча, Циріла Злобца, Тоне Павчека та Янеза Менарта. Вони були випущені під позначкою «До 35-річчя виходу збірки Pesmi štirih».
Початковий задум редакції полягав у тому, щоб касети містили виключно «Pesmi štirih». Однак автори вважали за доречніше, з огляду на те, що водночас вийшло репринтне видання збірки, представити свою поезію у розвитку — від «Pesmi štirih» до найновіших віршів. Особливістю всіх чотирьох касет є те, що на одному боці плівки вірші читають самі поети, а на іншому — актори:
Запис здійснила студія «Helidon», а випустило касети видавництво «Obzorja». До касет редактори (Мар'ян Пунгартнік, Борис Ціцей і Марко Везовішек) додали невеличку книжку із супровідним словом, списком записаних віршів і добіркою фотографій із літературного вечора в Мариборі. До збірки також увійшли світлини зі студійних записів у Любляні.